# شهرک سایت
شهرک سایت (به انگلیسی: SITE Town) یک منطقهٔ مسکونی در پاکستان است که در کراچی واقع شده‌است. شهرک سایت ۴۶۷٬۵۶۰ نفر جمعیت دارد.